# Znamienskoje (obwód orłowski)
Znamienskoje (ros. Знаменское) – wieś w Rosji, w obwodzie orłowskim, ośrodek administracyjny rejonu znamieńskiego.